# Sven Rock
Der Sven Rock ist ein Klippenfelsen im Palmer-Archipel westlich der Antarktischen Halbinsel. Er liegt südlich der Oluf Rocks in der Gilbert Strait.
Luftaufnahmen, die zwischen 1955 und 1957 bei der Falkland Islands and Dependencies Aerial Survey Expedition (FIDASE) entstanden, dienten dem Falkland Islands Dependencies Survey der Kartierung. Das UK Antarctic Place-Names Committee benannte den Felsen 1960 nach dem dänischen Frachtschiff Oluf Sven unter Kapitän Jan C. Ryge, der von 1955 bis 1956 im Dienst der FIDASE im Einsatz war.